# Heroes of Might and Magic III
Heroes of Might and Magic III: The Restoration of Erathia (сокращённо Heroes III, HoMM III) — компьютерная игра в жанре пошаговой стратегии с элементами RPG, третья часть в серии Heroes of Might and Magic. Игра была разработана компанией New World Computing и выпущена компанией The 3DO Company 3 марта 1999 года. Локализатором Heroes of Might and Magic III в России является компания «Бука», которая выпустила русскую версию игры 17 марта 1999 года под названием «Герои меча и магии III: Возрождение Эрафии».
Как и в предыдущих играх серии, игровой процесс Heroes III происходит в вымышленном мире фэнтези, где игрок управляет основными персонажами — героями. В стратегической составляющей игры герои возглавляют отряды воинов и путешествуют по игровому миру, исследуя его и захватывая всевозможные объекты. Тактическая часть игры заключается в сражениях героев с вражескими войсками на отдельном экране. Основным изменением по сравнению с Heroes of Might and Magic II стала графика, которая была полностью перерисована. Многие изменения и нововведения коснулись игрового процесса. В Heroes III были впервые введены подземный уровень и артефакт Грааль. Режимы игры позволяют в одиночку сражаться с компьютерным противником на отдельных картах и в виде прохождения игровых кампаний, или же против других людей в многопользовательской игре, включая режим hotseat.
Подзаголовок The Restoration of Erathia относится к первой, оригинальной версии Heroes III. В 1999 и 2000 годах вышли два официальных дополнения к игре — Heroes of Might and Magic III: Armageddon’s Blade и Heroes of Might and Magic III: The Shadow of Death, которые вносят множество нововведений в игровой процесс, новые сюжетные кампании и карты. Также компанией 3DO была выпущена серия Heroes Chronicles, представляющая собой отдельные дополнительные кампании к Heroes III. В России оба дополнения и Heroes Chronicles распространялись компанией «Бука».
Heroes III остаётся самой популярной игрой в серии и одной из самых популярных пошаговых стратегий. The Restoration of Erathia стала единственной версией Heroes III, выпущенной для трёх платформ — Microsoft Windows, Apple Macintosh и Linux. Последняя была разработана компанией Loki Entertainment Software, занимавшейся портированием игр на систему Linux. 29 января 2015 года компания Ubisoft, перенявшая у The 3DO Company права на серию Heroes of Might and Magic, выпустила HD-версию Heroes of Might and Magic III: The Restoration of Erathia с улучшенной графикой и поддержкой платформ iOS и Android, но отсутствием обоих дополнений к оригинальной игре.

## Игровой процесс
Heroes of Might and Magic III развивает идеи, заложенные в первой и второй частях серии. Суть игры осталась неизменной: игрок управляет героями, ведущими в бой армии существ. Основное действие игры происходит на стратегической карте приключений, по которой перемещаются герои, захватывая при этом города и посещая всевозможные строения на карте. Города являются важной составляющей игры: игрок может развивать их, возводя в них различные строения, которые дают доступ к более мощным существам, магическим заклинаниям и другим боевым преимуществам; города также являются источниками дохода. Строить новые города в Heroes III нельзя, можно лишь захватывать те, что уже есть на карте. Игра является пошаговой стратегией, что означает, что время в ней дискретно: основной его единицей является ход, именуемый также днём. За один игровой день игрок может совершить любые доступные действия, ограниченные лишь его нуждами и запасом хода у его героев (или ограничением по времени, если таковое было выставлено до начала игры). В день можно возводить по одному строению в каждом из принадлежащих игроку городов. Когда герой вступает в битву, игра переключается на экран боя, отдалённо напоминающий шахматы: две армии расположены по разные стороны экрана, и группы существ, поочерёдно делая ход, должны уничтожить вражеские войска.
Одним из основных аспектов серии Heroes of Might and Magic является развитие героя. В основном, это делается путём получения опыта и поднятия героя на новый уровень, с новыми навыками и параметрами. Основным источником опыта является победа в сражении. После сражения победивший герой получает столько опыта, сколько здоровья было в сумме у всех погибших существ проигравшей армии. В случае проигрыша битвы герой не получает ничего. Шкала опыта прогрессирующая, то есть, для перехода на каждый следующий уровень необходимо набирать всё больше опыта. Помимо героев противника, на карте в большом количестве представлены нейтральные существа — создания, не принадлежащие никому из игроков и участвующие в игре «сами за себя». Обычно нейтральные существа охраняют шахты ресурсов, артефакты и тому подобные ценные объекты на карте, но также могут сторожить нейтральные города или гарнизоны. Нейтральные существа всегда неподвижны и не могут атаковать героя; сражение с ними возможно, только если на них напасть. На начальных стадиях игры битвы с нейтральными существами позволяют развить героя, подготовив его к сражениям с противниками-игроками.

## Игровой мир

### Карта приключений

Карта приключений Heroes III. В центре — герой, который держит путь в город фракции Замок

Многие участки карты приключений обычно заняты горами и лесами, непроходимыми для героев, так что игровой мир обычно представляет собой подобие разветвлённого лабиринта, передвижения в котором не всегда линейно предсказуемы: на некоторые территории можно попасть, лишь пройдя сложный или не очевидный путь, задуманный автором карты. В узких проходах карты возможно запирание пути героя другими героями, что может использоваться для навязывания боя противниками. Игровая карта может быть разделена на два уровня — поверхностный и подземный, для перемещения между которыми в игре существуют специальные врата подземного мира. Подземный мир чаще всего подразумевается как пещеры в сплошной скалистой породе или же сложная сеть тоннелей, соединённых с поверхностью в нескольких местах, что даёт дополнительные тактические преимущества при борьбе с противниками. На начало игры вся карта скрыта неразведанной территорией; открытая же героями местность остаётся видна до конца игры.
Скорость передвижения героя по карте (то есть, путь, проходимый героем за один ход игрока) является одним из важнейших стратегических факторов, поскольку она не только определяет время, необходимое на достижение тактических целей по захвату замков, шахт и ресурсов, но и предопределяет, в чьих руках будет находиться стратегическая инициатива — более быстрый герой имеет больше возможности по навязыванию боя или уходу от него, а успевая пройти длинный путь за один ход, может внезапно атаковать не подготовившиеся к обороне города или героев противника. Скорость зависит одновременно от множества факторов: тип ландшафта, по которому пролегает маршрут (особенно замедляют движение болото, снег и песок), наличия дорог, скорости существ в армии героя (даже одно медленное существо тормозит всю армию), наличия специализированных навыков, артефактов и заклинаний у героя. На скорость также влияет расовая принадлежность существ к определённой территории. Все существа в игре имеют принадлежность к определённому типу ландшафта: для существ города типа Замок это трава, для города Инферно — лава, и т. д. Например, болотные существа из города Крепость не имеют штрафа при движении по болоту, и при наличии в армии только этих существ герой движется по болоту с той же скоростью, что и по траве.
Помимо обычных типов ландшафта, карта приключений может включать в себя море, которое имеет свои специфические особенности и свойства. Обычно герой перемещается по морю на корабле, или же использует для этого некоторые заклинания и артефакты. Корабль можно купить на верфи — специальном сооружении на карте и в нескольких городах, где оно может быть построено. Заклинание «Вызвать корабль» позволяет призвать корабль из другого места без траты денег. В зависимости от уровня навыка «Магия воды» или наличия некоторых артефактов, это заклинание призывает либо уже построенный корабль в нужное место (для чего может понадобиться несколько попыток), либо вообще создаёт новый корабль из ничего. На посадку и высадку с корабля герою приходится потратить все оставшиеся на текущий день запасы хода.

### Ресурсы
В Heroes of Might and Magic III присутствуют семь видов ресурсов. Золото является основным ресурсом, требуемым для самых различных действий, а древесина и руда используются для большинства построек в городах. Ртуть, сера, кристаллы и самоцветы — особо ценные ресурсы, требуемые для специальных построек и найма высокоуровневых существ.
Основным источником золота являются города, которыми управляет игрок: каждый город ежедневно приносит определённое количество золота, в зависимости от своего уровня развития. Специальные строения в городах могут приносить и другие виды ресурсов. На карте приключений ресурсы чаще всего можно получить с помощью шахт. Игрок, захвативший шахту с помощью героя, получает в день фиксированное количество ресурсов определённого вида. Существуют также многочисленные нерегулярные источники ресурсов. Часто ресурсы можно находить разбросанными по карте кучками, которые собирают герои. Они могут служить наградой за выполнение определённого задания на карте или могут быть получены из периодически обновляющихся источников, например, водяной мельницы. Ресурсы также приносят некоторые артефакты и герои с определёнными навыками. В любом городе можно построить Рынок для обмена одних ресурсов на другие. Как правило, один Рынок не приносит выгоды, но если строить Рынки в большом количестве имеющихся городов, то обменный курс будет становиться более приемлемым. На карте приключений же можно встретить Рынок с постоянно выгодными предложениями.

### Объекты на карте
На карте миссии присутствует множество различных объектов. Некоторые особенно примечательные:
- Древо знаний. Переводит героя на следующий уровень опыта. Некоторые Древа знаний требуют за свои услуги золото или самоцветы, но некоторые повышают уровень бесплатно. Поскольку в игре прогрессирующая шкала опыта (чем больше текущий уровень, тем больше опыта нужно для достижения следующего), то выгоднее посещать Древо знаний на более старших уровнях.
- Монолит. Портал, который позволяет герою мгновенно перемещаться из одного места на карте в другое — туда, где расположен другой такой же портал. Бывают двухсторонние и односторонние монолиты. В первом случае герой может войти и выйти из портала, во втором — совершить только одно из этих действий: например, нельзя войти в монолит выхода: из него герой появится, войдя в соответствующий монолит входа. Двухсторонние монолиты могут иметь и больше «двух сторон»: если на стратегической карте размещено 3 и более одинаковых портала, то вход в такой портал переместит героя в один из произвольных выходов. Если это не то место, куда хотел попасть игрок, он может снова войти в портал и снова будет перемещён к одному из монолитов. На водном ландшафте роль двухстороннего монолита играет водоворот. Его отличие состоит в том, что при каждом перемещении герой теряет половину отряда из самых слабых воинов.
- Хранилища существ — такие, как Тайник бесов, Консерватория грифонов, Утопия драконов, Ветхий корабль — охраняются различным количеством определённых существ. После победы над ними герой забирает какой-либо бонус из хранилища: ресурсы, существ или артефакты. Точное количество существ, сторожащих хранилище, всегда варьируется. Количеству стражей соответствует и получаемый игроком приз: чем больше охранников, тем выше награда. Больше всего сокровищ хранится в Утопии драконов: после победы над несколькими зелёными, красными, золотыми и чёрными драконами герой получит крупную сумму золота и несколько ценных артефактов. Поле битвы в хранилище имеет нестандартный формат: отряды существ-охранников окружают армию игрока, располагаясь в углах игрового поля боя, что даёт им определённое преимущество, а войска героя располагаются в середине и вынуждены отбиваться со всех сторон; при этом герой не может использовать баллисту и навык «Тактика».
- Ящик Пандоры. Ящик может содержать какой-либо бонус (ресурсы, опыт, повышение параметров героя и т. п.) или охрану, которая атакует героя при открытии ящика. Риск открытия ящика заключается в том, что игрок заранее не знает о его содержимом. Чаще всего ящик содержит существенные бонусы, но может иметь и очень серьёзную охрану.

### Артефакты
Артефактом является объект на карте, который герой может подобрать и надеть на себя, чтобы получить дополнительные возможности, дающие преимущество в игре. По степени мощности артефакты распределены на четыре группы: сокровища, малые, большие и реликвии. Носить артефакты можно на перечисленных далее местах или слотах на «теле» героя: 1 артефакт надевается на голову (шапки, короны, шлемы), по 2 артефакта на руки (мечи и щиты), 2 на пальцы (ко́льца), 1 на шею (ожерелья), 1 на ноги (сапоги, поножи), 1 на плечи (накидки, плащи), 1 на торс (доспехи); для ряда артефактов — талисманов, луков и разных предметов — выделено 4 обособленных слота. Неиспользуемые артефакты хранятся в рюкзаке героя.
В игре имеется множество различных артефактов, которые повышают различные характеристики и навыки героя, оберегают от разных заклинаний или приносят ресурсы. Некоторые артефакты дают иной существенный бонус. Например, Оковы Войны запрещают побег с поля битвы герою, который их носит, и его противнику. Это даёт большое преимущество игроку, поскольку позволяет полностью уничтожить развитого героя противника и захватить его артефакты (в то же время, если игрок не будет уверен в победе, то из-за действия Оков Войны ему не удастся сбежать самому́). Благодаря артефакту Золотой Лук все стреляющие существа в армии героя получают возможность стрелять через городские стены, препятствия и на любое расстояние без штрафа, в полную силу. Существуют такие артефакты, как Дух Уныния и Песочные Часы Недоброго Часа, которые дают отрицательный эффект, понижая мораль и удачу всем существам на поле битвы. Артефакт Крылья Ангела позволяет герою перелетать через любые препятствия на карте приключений; другой артефакт, Сапоги Левитации, даёт возможность перелетать через воду.

### Грааль
На игровой карте может присутствовать специальный объект под названием Грааль, дающий значительный бонус игроку, который нашёл его и доставил в свой город. Грааль нелегко заполучить, поскольку этот объект зарыт в землю и его расположение нельзя увидеть. Поиск Грааля заключается в посещении специальных обелисков, расставленных на карте. При посещении очередного обелиска приоткрывается часть мозаичной карты-загадки. Карта-загадка показывает местность, на которой спрятан Грааль. После того, как будет посещён последний обелиск, карта-загадка откроется полностью и на ней будет указано местонахождение Грааля. Таким образом, игроку желательно посетить все обелиски, чтобы точно определить по каким-либо ориентирам, где находится сокровище. Дополнительную сложность представляет то, что на карте-загадке отмечен только рельеф местности — ландшафт, горы, море, деревья, — но нет объектов, которые на ней присутствуют в текущий момент (города, шахты и т. п.)
Узнав или предположив, где закопан Грааль, игроку нужно послать туда одного из своих героев. Воспользовавшись специальной опцией, игрок приказывает герою вести в выбранном месте раскопки, на которые требуется полный запас его хода. Если место было определено верно, то герой получает Грааль. Найдя Грааль, герой приносит его в один из городов, где в честь Грааля возводится особое строение, дающее игроку дополнительные возможности. Во всех случаях строение Грааля ежедневно приносит значительную сумму золота игроку и увеличение числа производимых в замках существ на 50 % в неделю. Кроме того, каждое строение Грааля имеет эффект, который зависит от типа города, где оно возведено. Например, в городе Башня в честь Грааля возводится Небесный корабль, который открывает всю карту приключений, а во время осады намного повышает параметр знания гарнизонного героя, а город Сопряжение получает Северное сияние, которое делает все заклинания в игре доступными в Гильдии магов данного города.

## Герои

Окно просмотра параметров, армии и артефактов героя

Герои являются основным компонентом игры Heroes of Might and Magic III. Герои перемещают войска по карте мира и колдуют заклинания в процессе битвы. Благодаря параметрам и навыкам героя существа в его армии могут получить существенное преимущество перед врагом.
Герой может увеличивать свои параметры с помощью артефактов, а также посещая различные объекты на карте. Кроме того, зарабатывая опыт, герой повышает свой уровень. При получении нового уровня опыта герою начисляется +1 балл к одному из его основных параметров. Выбор параметра определяется случайно, но вероятность получить магические параметры (магия и знания) выше у героев-магов, а немагические (атака и защита) — у героев-воинов. Кроме того, при получении нового уровня герою предоставляется возможность выбрать один из двух вторичных навыков. Могут быть предложены повышение уже имеющегося навыка и новый навык базового уровня. Если все ячейки навыков заняты, то игра просто предлагает два повышения на выбор, либо только начисляет балл к основному параметру.

### Основные параметры
Основные параметры героя определяют силу его армии в боях и эффективность его заклинаний. У каждого героя есть четыре основных параметра.
- Атака героя прибавляется к атаке всех существ в его армии, что позволяет им наносить больший урон.
- Защита героя прибавляется к защите всех существ в его армии и позволяет получать меньше повреждений от врага.
- Сила магии определяет эффективность заклинаний героя. Этот параметр усиливает заклинания, действующие единовременно (к ним относится вся ударная магия, а также заклинания восстановления или призыва существ), а также продлевает действие заклинаний, изменяющих характеристики отрядов на поле боя.
- Знания определяют максимальное количество очков магической энергии героя: их число равно знанию, умноженному на 10 (герой с нулевым знанием имеет минимальные 10 очков энергии).

### Вторичные навыки
Вторичные навыки также являются важнейшими характеристиками героя, определяя его умения в различных аспектах игры. Впервые вторичные навыки появились в Heroes of Might and Magic II, но в третьей части их список был значительно расширен. Герой может изучить максимум восемь вторичных навыков. У каждого навыка существует три уровня развития: основной, продвинутый и эксперт. Вторичные навыки служат для различных целей и действуют по-разному, исходя из своего предназначения. Магические и боевые навыки проявляются непосредственно в бою, общие навыки — на карте приключений. К примеру, навык «Мудрость», являющийся базовым для большинства героев-магов, позволяет изучать заклинания 3-го, 4-го и 5-го уровней — в зависимости от уровня, до которого развит навык; боевой навык «Стрельба» в процентах повышает урон стрелковых отрядов в армии героя. А навык «Логистика» увеличивает максимальное расстояние, которое герой может пройти по карте приключений за один ход.

### Специализации
Специализация является индивидуальным свойством каждого героя, присущим ему с са́мого начала игры и в большинстве случаев прогрессирующим с повышением уровня героя. Специальности можно разделить по следующим видам:
- Специализации по существам. Герой с такой специальностью даёт +1 к атаке и защите определённого существа, когда оно находится в его армии. Действие специальности начинается тогда, когда герой достигает уровня, равного уровню самого существа. Например, героиня Шива обладает специальностью «Рухи»: Рухи являются существами 5-го уровня — это означает, что на 7-м уровне рухи в её армии получат +2 к атаке и защите и +1 к скорости. У некоторых героев есть не развивающиеся с повышением уровня специальности, которые всегда дают одинаковые бонусы к определённым существам.
- Специализации по навыкам. Такие специальности повторяют один из вторичных навыков, усиливая его действие на 5 % за каждый уровень опыта героя.
- Специализации по заклинаниям. Герой с такой специальностью применяет одно определённое заклинание с большей эффективностью, которая увеличивается с уровнем опыта героя.
- Специализации, приносящие ресурсы. Фиксированные специальности, действующие независимо от уровня героя: каждый день тот или иной герой приносит в казну игрока дополнительные ресурсы.

## Магия
Как и в большинстве миров фэнтези, во вселенной Heroes of Might and Magic магия играет основополагающую роль. Магия в Heroes III представлена, в первую очередь, в виде заклинаний, которые герои могут творить на карте приключений и на поле боя; кроме того, заклинания могут ограниченным способом творить некоторые существа. Чтобы выучить и сотворить заклинание, герой обязан обладать книгой заклинаний (в случае её отсутствия он может её купить в любой гильдии магов, находящейся в городе). Наряду с армией, заклинания могут играть ключевую роль в сражении. С их помощью можно заставить вражеский отряд окаменеть, ослепнуть, нанести ему прямой урон, защитить своих воинов и многое другое. Магия не является универсально действующим оружием в игре: её применение может ограничиваться или полностью исключаться свойствами тех или иных существ, действием артефактов, антимагическими гарнизонами на карте или свойствами местности.

### Классификация заклинаний

Книга заклинаний

В Heroes III существуют четыре школы магии: земля, воздух, вода и огонь. У каждой школы свой набор разных заклинаний (за исключением заклинаний «Волшебная стрела» и «Видения», принадлежащим сразу всем школам). Каждое заклинание принадлежит к одному из пяти уровней, которые являются показателем его мощности: на 1-м уровне находятся самые простые и общедоступные заклинания, на 5-м — самые сложные и требующие обычно немалых вложений для их применения. Развивая навыки «Магия земли», «Магия воздуха», «Магия воды» и «Магия огня», герой может количественно и качественно повысить эффективность заклинаний соответствующей школы. Некоторые герои заранее владеют одним заклинанием, согласованным с их специальностью. Например, герой Солмир изначально знает заклинание «Цепная молния» и имеет преимущества при его использовании, расходуя меньше очков магии и причиняя больше урона.
Условно заклинания всех школ магии можно разделить на несколько групп. Заклинания, используемые в бою, более многочисленны и разнообразны, хотя некоторые узко специализированы и редко используются.
- Заклинания-благословения. Пример: заклинание «Каменная кожа» повышает уровень защиты отряда, делая его менее уязвимым для вражеских атак, а «Лечение» снимает эффекты заклинаний-проклятий и восстанавливает очки здоровья.
- Заклинания-проклятия. Пример: заклинание «Ослепление» на некоторое время лишает выбранный отряд врага возможности действовать.
- Атакующие заклинания. Пример: заклинание «Армагеддон» наносит обширный урон всем существам на поле боя (кроме тех, которые имеют естественный иммунитет к этому заклинанию).
- Вспомогательные заклинания. Пример: заклинание «Телепорт» мгновенно переносит выбранный отряд на другое место на поле боя, а заклинание «Воскрешение» позволяет вернуть к жизни часть убитых существ.
- Заклинания, творимые на карте приключений, обычно изменяют способности героя к перемещению по карте (например, заклинание «Полёт» позволяет герою перелетать через препятствия, такие как горы и водоёмы), или же предоставляют герою информацию об окружающем мире (например, заклинание «Видения» позволяет узнать точную численность вражеских отрядов ещё до вступления в бой).

### Получение заклинаний
На получение заклинаний влияет навык «Мудрость». Без этого навыка герой может изучить только заклинания 1-го и 2-го уровня. В зависимости от уровня развития — базовый, продвинутый или экспертный, — «Мудрость» позволяет изучать заклинания 3-го, 4-го и 5-го уровня соответственно.
Основным источником заклинаний являются Гильдии магов — особые строения, которые можно возводить в городах. Гильдия магов может иметь уровень от одного до пяти и содержит несколько заклинаний соответствующих уровней. Например, в Гильдии магов 4 уровня обычно находятся 5 заклинаний первого уровня, 4 заклинания второго уровня, 3 заклинания третьего и 2 заклинания четвёртого уровня. Хотя Гильдия магов 1 уровня довольно дёшева и доступна во всех городах, достройка её до 5-го уровня требует большого количества редких ресурсов. Некоторые города ограничены 3-м или 4-м уровнем, а город Башня имеет специальное строение, увеличивающее число заклинаний в Гильдии- библиотека. Есть и другие способы получить заклинания: посетить особые строения на карте, найти свитки с заклинаниями и т. д. Навык «Грамотность» позволяет героям обучать заклинаниям друг друга, а навык «Зоркость» позволяет выучить заклинания, которые противник использовал во время боя.

### Очки магии
Чтобы сотворить заклинание, герой должен затратить определённое количество очков магии, или маны. Максимальное количество очков магии, которое может иметь герой, зависит главным образом от одного из его первичных навыков — знания. В нормальных условиях количество очков магии героя равно 10-кратному значению знания. В некоторых случаях, герой может иметь и больше очков — например, при наличии умения «Интеллект». Как правило, каждый день герой восстанавливает по одному очку магии, но и этот процесс может быть ускорен. Переночевав в городе, где есть Гильдия магов, герой может за один день восстановить свой базовый запас маны. Восстановить ману помогают некоторые артефакты и объекты на карте приключений. Также в игре есть специальный навык- мистицизм, восстанавливающий некоторое количество очков маны на следующий день.

## Города и расы
Города являются основой экономики и военной мощи игрока. Города приносят ресурсы и позволяют нанимать рождающихся там существ в армию. Фактически, количество городов определяет силу игрока. Существа в Heroes of Might and Magic III разделяются по расам (фракциям) в зависимости от их принадлежности к тому или иному городу. В оригинальной версии Heroes III присутствовало 8 городов. Города разделяются на три мировоззрения: «положительное» (За́мок, Оплот, Башня), «отрицательное» (Инферно, Некрополис, Подземелье) и «нейтральное» (Крепость, Цитадель). Обычно по сюжету и исходя из некоторых свойств существ, герои и существа «положительных» городов воюют с героями и существами «отрицательных».

### Типы городов

Город Инферно с построенным Богом огня — зданием Грааля в виде огромного архидьявола

- За́мок (англ. Castle) — традиционный для серии Heroes «рыцарский» город, в котором присутствуют юниты, наиболее близкие к реальным средневековым воинам и монахам, вместе с мифическими грифонами и ангелами. У города хорошо оснащённая армия, включая двух стрелков и двух летающих воинов, при быстрой доступности для найма. Герои-воины Замка зовутся рыцарями, герои-маги клириками, а родной землёй его существ является трава. Этот тип города ассоциируется с королевством Эрафия[9][10].
- Опло́т (англ. Rampart) — город, представляющий собой гармоничное сосуществование цивилизации и дикой природы и населённый лесными созданиями (эльфами, гномами, единорогами, дендроидами), а также являющийся домом для «добрых» зелёных и золотых драконов. Сильные существа Оплота отличаются высоким сопротивлением магии. Сам город, благодаря особым постройкам, обладает самой мощной экономикой в игре. Герои-воины Оплота зовутся рейнджерами, герои-маги друидами. Как и у Замка, родной землёй города является трава. Оплот ассоциируется с эльфийским королевством АвЛи[9][10].
- Ба́шня (англ. Tower) — магический город с высокой башенной архитектурой, больше других в игре ориентированный на волшебство. Герои-воины, называемые алхимиками, по умолчанию обладают книгой заклинаний, а герои-маги имеют большу́ю вероятность развить все магические навыки. Особое строение Башни добавляет больше заклинаний в Гильдию магов. Среди армий города присутствуют существа, призванные на службу благодаря сильному колдовству, такие как гаргульи и големы, и существа вроде наг, джиннов и гигантов, заключившие с городом древний союз. Их родной землёй является снег. Город Башня ассоциируется с государством Бракада[9][10].
- Инфе́рно (англ. Inferno) — город со «злым» мировоззрением, выполненный в классическом представлении Ада и населённый соответствующими тварями — бесами, церберами, демонами, дьяволами. Существа Инферно самые слабые в игре, но при этом одни из самых быстрых; сам город ориентирован на использование магии (преимущественно, огненной). Герои-воины Инферно называются демонами, герои-маги — еретиками. Родной землёй существ Инферно является лава. Инферно ассоциируется с расой демонов Криган, которые обитают в Эофоле, Земле Гигантов[9][10].
- Некро́полис (англ. Necropolis) — город смерти, воины которого состоят из живых мертвецов, привидений и вампиров. Герои Некрополиса (рыцари смерти и некроманты) существенно отличаются от остальных, поскольку у всех них изначально имеется навык «Некромантия», позволяющий создавать скелетов из погибших в бою существ. Существа Некрополиса, называемые нежитью, тоже отличаются необычными свойствами. На них не действует параметр морали ввиду того, что они уже мертвы; при этом, присутствие нежити в армии героя понижает мораль живых существ. На нежить также не действует ряд заклинаний, например «Благословление» или «Проклятие». Родным типом земли для нежити является грязь. Некрополис ассоциируется с гильдиями некромантов, которые обитают в пустыне Дейя[9][10].
- Подземелье (англ. Dungeon) — город лордов и чернокнижников, преследующих богатство и власть. Их армии состоят из союзных и порабощённых обитателей подземелий: троглодитов, гарпий, медуз, минотавров, красных и чёрных драконов. Подземный ландшафт является родным для существ этого города. Как и город Башня, Подземелье специализируется на использовании магии, особенно на разрушительных заклинаниях; при этом одним из существ города является чёрный дракон, обладающий полным иммунитетом к волшебству. Город ассоциируется с воинствующими владыками обширных подземелий острова Нигон[9][10].
- Цитадель (англ. Stronghold) — город варваров, относящийся к фракциям с «нейтральным» мировоззрением и больше всего ориентированный на атаку, в то время как магия в нём играет очень слабую роль. Армию Цитадели составляют гоблиноподобные существа (гоблины, орки, огры) и огромные монстры, такие как птицы-рух и циклопы, хорошо подходящие для штурма вражеских городов. Герои города делятся на варваров и боевых магов. Родная земля Цитадели — камни. Цитадель ассоциируется с разрозненными варварскими племенами, населяющими королевство Крюлод[9][10].
- Кре́пость (англ. Fortress) — город, населённый жителями болот, представленных в игре в виде гноллов и ящероподобных созданий — змиев, василисков, виверн, гидр. Герои-воины Крепости зовутся хозяевами зверей, а магические герои — ведьмами. Как и Цитадель, город Крепость не специализируется на магии, но целиком посвящён защите. В Крепости есть ряд строений, улучшающих защиту героев и гарнизона, а ров города — единственный из всех имеет ширину в 2 клетки, что существенно замедляет продвижение вражеских войск при осаде. Город ассоциируется с болотным государством Таталия[9][10].

### Отстройка городов
В каждом городе можно возвести ряд зданий, дающих игроку преимущество. Все их можно разделить на несколько типов. Ниже перечислены общие для всех городов здания — самые базовые, необходимые сооружения.
| Название                                  | Значение |
| ----------------------------------------- | --- |
| Управа/Префектура/Муниципалитет/Капитолий | Основные источники дохода игрока. Управа является изначальным строением в городе, и именно через неё ведётся постройка других зданий. Постепенное улучшение Управы увеличивает число золота, которое она приносит. Последнее улучшение — Капитолий — может быть только в одном из городов, принадлежащих одному игроку. Если игрок при этом захватывает ещё один город с Капитолием, то это строение в захваченном городе автоматически ухудшается до Муниципалитета. |
| Форт/Цитадель/Замок                       | Стены Форта дают дополнительную защиту гарнизону при штурме города. Улучшения до Цитадели и Замка добавляют городу ров, боевые башни со стрелка́ми и увеличивают прирост существ в городе. |
| Таверна                                   | Таверна является местом, где можно нанимать героев. В дополнение к этому, в таверне можно узнать слухи по поводу различных аспектов игры. Кроме того, в Таверне находится Гильдия воров, позволяющая узнать информацию о силе и ресурсах противников. |
| Рынок/Хранилище ресурсов                  | Рынок позволяет покупать, продавать и менять ресурсы, а также передавать их другим игрокам. Курс обмена ресурсами зависит от количества городов игрока с построенным в них рынками. Надстройка Рынка приносит дополнительные ресурсы, наиболее необходимые для определённого типа города. |
| Кузница                                   | Позволяет героям покупать боевые машины — баллисту, палатку первой помощи и тележку с боеприпасами. Каждый город имеет в продаже один тип боевых машин, за исключением Цитадели, где можно приобретать две машины (тележку и баллисту). |
| Гильдия магов                             | Позволяет героям покупать книгу заклинаний и даёт изучать заклинания, равные уровню Гильдии и ниже. В большинстве типов городов Гильдия магов имеет 5 уровней; в Замке она ограничены 4-м уровнем, а в Цитадели и Крепости можно возводить только 3 уровня. |

В городах доступно по 7 существ, каждое из которых может быть улучшено путём постройки улучшенного же варианта жилища (в результате получается 14 существ с различными параметрами). Существа условно делятся соответственно на 7 уровней силы. Существа одного уровня из городов разных типов сильно различаются между собой, но в целом расы сбалансированы и где, например, 7-й уровень сильнее, там он больше сто́ит и реже рождается, а существа другого уровня могут быть, наоборот, более слабыми, но рождаться чаще и стоить меньше.
В городах также наличествует ряд особенных для каждой расы зданий. Среди них всегда есть те, что увеличивают прирост некоторых существ в городе; часто есть здания, дающие бонусы герою и его армии. В городах типа Замок, Некрополис и Крепость можно возвести Верфь для постройки кораблей. В Башне и Подземелье доступно здание Торговцы артефактами, позволяющее продавать и покупать ряд артефактов за определённую цену. Для разных городов существуют и весьма специфические здания. Например, Врата замка у Инферно, которые позволяют героям путешествовать между другими союзническими городами Инферно с построенными Вратами. В городе Сопряжение есть Университет магии, где герои могут за деньги изучить каждую из четырёх магических школ.
Существует иерархия, согласно которой строения нужно возводить. Для возведения определённого здания необходимо не только иметь ресурсы для постройки, но и построить все «предшествующие» ему здания. Некоторые здания вообще не могут быть построены в городе — например, верфь, если город стоит не у воды, — а некоторые могут быть из сюжетных соображений запрещены для постройки при создании карты миссии.

## Сражение

Экран боя: армия Некрополиса штурмует город Башню

Когда один герой нападает на вражеского героя, гарнизон или группу существ, начинается сражение и интерфейс игры меняется на экран боя. Игровой процесс сражения также является пошаговым, но отличается от игрового процесса на карте приключений.
На экране показывается поле боя, соответствующее рельефу той местности на карте, где встретились противники. Причём, как и на карте приключений, местность влияет на скорость существ в бою, хотя и не так значительно. В бою отряды нападающей армии выстраиваются «сверху вниз» в левой части экрана, отряды защищающейся — в правой. При сражении с охраной хранилищ существ войска нападающего героя располагаются в центре, а войска охранников — по краям карты, что даёт обороняющимся некоторое преимущество. Герой не участвует в битве лично, но раз за один ход может сотворить заклинание. Кроме того, параметры героя — атака и защита, вторичные навыки, артефакты — также влияют на ход.
Битва разделяется на раунды. Во время одного раунда в порядке очерёдности по одному разу совершают ходы все существа армии героя и армии врага. Победа достигается тогда, когда один из героев полностью теряет свою армию или сбегает с поля боя.

### Очерёдность ходов и мораль
Очерёдность ходов в битве определяется скоростью существ: первыми делают ход существа с большей скоростью. Если у существ одинаковая скорость, то преимущество получает отряд из атакующей армии и расположенный выше, затем ход передаётся отряду защищающегося, расположенному выше всех, затем снова атакующему и т. д. Игрок может не сразу сделать ход отрядом, к которому перешла очерёдность, а воспользоваться опцией «ждать». В этом случае отряд ходить не будет, но сохранит ход в текущем раунде. Ход вернётся к данному отряду после того, как сходят все существа со скоростью, меньшей чем у него. Если они также ждали, то ход к ним вернётся раньше. К примеру, если в отряде присутствуют архангел (со скоростью 18), гарпия (6) и гном (3), то очерёдность ходов будет такова: архангел → гарпия → гном → гном → гарпия → архангел.
На ход может повлиять боевой дух, или мораль: чем выше боевой дух отряда, тем больше вероятность, что ему будет дана возможность ходить 2 раза подряд. Боевой дух измеряется в целых числах и зависит от самих существ, артефактов героя и других факторов. Если боевой дух выше нуля, то есть вероятность, что отряд сходит дважды. Если мораль меньше нуля, то возможен пропуск хода. При нулевой морали отряд будет всегда ходить единожды и без пропусков хода. Нежить (существа города Некрополис) и иные неживые создания, такие как големы и элементали, не имеют морали, и их боевой дух всегда равен нулю. Боевой дух может быть модифицирован с помощью артефактов или после посещения определённых объектов на карте. К примеру, посещение храма даёт +1 к морали (+2 в седьмой день недели), а обыск могилы павшего воина приводит к падению морали на 3 балла. На боевой дух также влияют специальности героя и существа находящиеся в армии героя. Присутствие в армии существ двух и более рас понижает мораль на 1 за каждую расу, кроме первой. Наличие войск Некрополиса понижает мораль на 2, а присутствие ангелов или архангелов — наоборот, повышает.

### Расчёт урона и удача
Сражение ведётся путём поочерёдного обмена ударами между отрядами существ. При ударе атакованное существо получает урон, и в зависимости от его количества могут погибнуть несколько существ отряда. Урон вычисляется следующим образом:
1. У каждого существа есть свой показатель урона в виде интервала. Случайным образом выбирается число из этого интервала.
2. Выбранное число умножается на количество существ в атакующем отряде.
3. Размер повреждения модифицируется в зависимости от разницы между параметрами атаки нападающего существа и защиты обороняющегося. Если навык атаки нападающего существа выше, то наносимый урон увеличивается на 5 % за каждое очко разницы (максимум на 300 %). Если навык защиты обороняющегося существа выше, то наносимый урон уменьшается на 2,5 % от номинального за единицу разницы (максимум на 70 %).
4. Полученное число повреждений вычитается из числа здоровья существа, принимающего удар. Если урон равен или превосходит количество очков здоровья существ в обороняющемся отряде, то одно или более существ умирает, а следующее становится раненым. Если размер урона превосходит суммарное здоровье всех существ в отряде, то отряд погибает целиком.

На величину урона может повлиять параметр удача, который увеличивает повреждение в два раза. Как и боевой дух, удача срабатывает не всегда, а лишь с определённой вероятностью, зависящей от величины удачи героя. Удача представляется целым числом от 0 до +3 и определяется посещением специальных мест на карте, одноимённым навыком «Удача», артефактами и заклинаниями.

### Осада города
Осада города является несколько иным видом сражения, чем просто сражение на местности. Гарнизон города, который может включать героя или просто армию существ, получает существенное преимущество, поскольку город с полной фортификацией защищён стенами, стреляющими башнями и рвом. Гарнизонный герой с навыком «Артиллерия» получает контроль над крепостными башнями и может задавать мишень для их атак. Ров останавливает продвижение нападающих на один ход и наносит им повреждения. У большинства типов городов ров снижает защиту вставшего туда отряда и каждый ход наносит ему урон. В городе типа Крепость имеется улучшенный ров, который занимает две клетки на поле вместо одной. В городе Башня вместо рва под стенами размещены мины, которые взрываются под врагами, но наносят больше урона. Это магический урон огнём, поэтому все, кто имеет соответствующий иммунитет, никакого вреда не получат, а мина останется действующей.
При осаде города атакующий герой вооружён катапультой — орудием, позволяющим пробивать бреши в стенах и уничтожать башни. Катапульта стреляет один раз за раунд битвы и также управляется компьютером, однако при наличии навыка «Баллистика» герой сам управляет ею, а она, в свою очередь, стреляет дважды и наносит больше урона. Разрушать стены города также могут циклопы — существа-стрелки из города Цитадель — и заклинание «Землетрясение». Вражеский город с пустым гарнизоном можно занять без битвы, просто зайдя в него героем.

### Завершение битвы
Когда один из героев теряет все войска, битва заканчивается его поражением. В этом случае проигравший герой исчезает с карты приключений. Проигравший герой теряет все свои войска, а его артефакты переходят к герою, победившему в битве. Проигравший сохраняет свои основные и вторичные навыки, но сразу попадает в пул ненанятых героев, и через некоторое время может появиться в таверне игрока или его противников. В редких случаях результатом боя может стать ничья, когда полностью уничтожаются оба войска (оба героя считаются проигравшими и исчезают). Завершение вничью при осаде города оставляет город за обороняющимся.
Если игрок предполагает, что проигрывает битву, то он может сбежать. В случае если герой сбегает, то он теряет всю армию, но зато его можно будет гарантированно нанять в таверне любого дружественного города со всеми его параметрами и артефактами в течение текущей недели. Кроме того, есть ещё возможность сдаться: тогда герой снова может быть нанят в любой таверне за стандартную цену, но уже со всем войском, а также с сохранившимися артефактами и параметрами. За попытку сдаться необходимо заплатить выкуп. Если игрок желает сдаться, он направляет соответствующий запрос своему противнику. Цена сдачи составляет половину закупочной стоимости сдающихся войск, деньги при этом получает противник. Нейтральным монстрам сдаться нельзя. Кроме того, если на одном из героев надет артефакт Оковы войны, то в этом случае оба игрока не смогут ни сбежать, ни сдаться.

## Режимы игры

### Сценарии и кампании
В однопользовательском режиме игроку предлагаются отдельные карты-миссии, называемые сценариями. Обычно задачей сценария является уничтожение всех противников: для этого необходимо захватить все города оппонента и уничтожить всех его героев. Игрок, оставшийся с героями, но без городов, автоматически проигрывает через 7 дней. Бывают и специфические задания — например, найти конкретный артефакт, завоевать город, уничтожить группу монстров. Иногда задания совмещаются со стандартным — то есть, выиграть можно, выполнив одно из двух. В миссии могут быть установлены ограничения по времени: если игрок не успевает выполнить задание за фиксированный промежуток времени, он проигрывает. В случае специфических заданий вроде «уничтожить монстра» противники игрока (управляемые компьютером) могут выполнить такое задание раньше него, что приведёт к его поражению.
Помимо отдельных карт, другим типом одиночной игры является прохождение кампании — набора из нескольких сценариев, объединённых единой сюжетной линией. Чаще всего в кампании участвует один главный герой (что не мешает в процессе прохождения конкретных миссий нанимать других), который переходит из миссии в миссию, сохраняя свои навыки и параметры, а иногда — найденные артефакты и собранную армию. Поскольку такие кампании приурочены к герою, то в каждой миссии есть такое условие поражения — потеря главного героя. Иногда для поражения достаточно потерять одного из нескольких участвующих в кампании героев. Условия победы в миссиях кампании могут быть самыми разными и следуют из сюжета. Heroes of Might and Magic III: The Restoration of Erathia включает в себя 7 кампаний с единым сюжетом.

### Многопользовательская игра
В игре доступны следующие режимы мультиплеера:
- Hotseat — несколько игроков за одним компьютером. Пошаговые стратегии — практически единственный вид компьютерных игр, позволяющий нескольким игрокам играть свободно за одним компьютером.
- По интернету или по локальной сети с помощью протоколов TCP/IP или IPX.
- По модему или с помощью нуль-модема (в этом случае играть смогут только 2 человека).

В многопользовательском режиме можно обмениваться сообщениями в процессе игры. Сообщения можно направлять всем игрокам или только конкретному (например, союзнику). В игре могут участвовать только люди, или же часть игроков может взять на себя компьютер, являющийся сервером игры.

### Уровни сложности
В начале новой миссии-карты игрок может указать уровень сложности, на котором он хочет пройти карту. Доступны 5 режимов, различающиеся по силе искусственного интеллекта игроков, за которых выступает компьютер, и по количеству ресурсов, с которыми начинают игроки-люди; компьютерные игроки на лёгком уровне сложности никогда не убегают с поля боя и не строят в городах жилища существ 7 уровня. Уровни сложности на шкале выбора отмечаются шахматными фигурами: пешкой, конём, ладьёй, ферзём и королём.
- Лёгкая игра — игрок начинает с больши́м количеством ресурсов, компьютер играет сла́бо.
- Нормальная игра — игрок начинает с чуть меньшим количеством ресурсов, но бо́льшим, чем у компьютера, компьютер играет хорошо.
- Средняя игра — игрок и компьютер начинают с равным количеством ресурсов, компьютер играет очень хорошо.
- Сложная игра — игрок начинает с уменьшенным количеством ресурсов, компьютер играет в полную силу.
- «Невозможная» игра — игрок начинает играть без ресурсов, компьютер играет в полную силу.

## Сюжет
Действие Heroes of Might and Magic III развивается в вымышленном мире Энроте, после событий игры Might and Magic VI: The Mandate of Heaven (которые, в свою очередь, следуют за Heroes of Might and Magic II). Сюжет переносит игрока на континент Антагарич и начинается со смерти короля Николаса Грифонхарта, правителя доброго королевства Эрафия. Его дочь Катерина, правящая королева Энрота и жена Роланда Железного Кулака, отправилась на родину для участия в похоронах отца. Однако по прибытии флот Катерины узнаёт, что без своего короля Эрафия пала под вторжением злых сил из подземелий острова Нигон и демонической земли Эофол. Теперь родина Катерины находится в широкомасштабной войне, разоряемая врагами и мародёрами из других стран.
История, раскрытая в нижеследующих семи кампаниях, повествует о том, как под командованием королевы Катерины и поддержке дружественных королевств, АвЛи и Бракады, Эрафия вновь обрела своё могущество и изгнала захватчиков со своих земель.
- «Да здравствует королева» (англ. Long Live the Queen). Пока королева Катерина отправилась просить военной помощи у союзной страны магов Бракады, её войска высаживаются на южном побережье Эрафии. Эрафийцы призывают местное ополчение в свои ряды, проводят разведку местности и определяют путь вторжения захватчиков. Немногим позже войскам удаётся быстро снять вражескую осаду с города Белое Перо и заключить союз с ангелами, охранявшими его. Это позволяет им пройти далее вглубь Эрафии и отбить у врага гнездовья грифонов, которые являлись важным компонентом военной мощи эрафийской армии.
- «Подземелья и дьяволы» (англ. Dungeons and Devils). Кампания про объединённые силы лордов подземелий Нигона и демонов Эофола, стоявших за вторжением в Эрафию. Пока эрафийцы не успели призвать на помощь дружественное эльфийское государство АвЛи, войска Эофола решают поразить эльфов в самое сердце — убить Королеву золотых драконов. Таким образом, они устраняют самого сильного союзника Эрафии. Тем временем, лорды Нигона перебрасывают свои войска по подземным тоннелям, ведущим к столице Эрафии — городу Стэдвик, чтобы совершить неожиданное нападение на него. Несмотря на то, что Стэдвик имеет мощный гарнизон, он не выдерживает натиска объединённой армии Нигона и Эофола и терпит поражение. Захватив столицу Эрафии, демоны и подземные лорды берут в плен рыцаря-регента Моргана Кендалла.
- «Отголоски войны» (англ. Spoils of War). В то время, пока эрафийская гвардия бьётся с нигонской угрозой на востоке, западные земли королевства остались практически без охраны. Этим решают воспользоваться король Тралосск, правитель болотной страны Таталии, и герцог Уинстон Борагус, предводитель варваров Крюлода. Чтобы расширить границы своих государств, оба решают призвать на службу наёмников. Уинстон Борагус ставит первостепенной задачей набеги и разграбление близлежащих эрафийских земель, для обеспечения своей армии всем необходимым, в то время как король Тралосск просто желает навсегда вывести свою страну из болот. На западных границах Эрафии интересы сопредельных королевств Таталии и Крюлода сталкиваются между собой, вследствие чего они вступают в войну друг с другом, попутно разграбляя пограничные эрафийские поселения.
- «Освобождение» (англ. Liberation). Заключив союз с королём Элдрихом Парсоном, правителем эльфийских земель АвЛи, и Гэвином Магнусом, верховным визирем страны магов Бракады, королева Катерина начинает первую фазу борьбы за освобождение Эрафии. Ею стала битва за город-столицу Стэдвик, которая была осложнена тем, что лорды подземелий завалили горные перевалы, ведущие в Стэдвикскую долину. Пробравшись через подземные тоннели, Катерине удаётся отбить столицу и освободить регента Моргана Кендалла. Выясняется, что смерть короля Николаса Грифонхарта не была случайной — отец Катерины был отравлен, а виновного в убийстве так и не нашли. Тем временем, силы эльфов АвЛи ведут атаку на демонов Эофола, надеясь освободить пленённого ими Роланда Железного Кулака, мужа Катерины и короля Энрота. Замок Крилах, где он якобы находился, был взят, но сведения о наличии там Роланда оказались дезинформацией. На западе Эрафии войска магов Бракады вмешиваются в вооружённые стычки Таталии и Крюлода, восстановив статус-кво на границе королевства. После одержанных побед, объединённые силы Эрафии, АвЛи и Бракады наносят сокрушительный удар по подземным лордам, и потерпевший поражение Нигон выходит из войны.
- «Да здравствует король» (англ. Long Live the King). Некроманты пустыни Дейи, некогда изгнанные из Эрафии королём Грифонхартом, решают воспользоваться шансом, чтобы пополнить армию нежити из жертв крупномасштабной войны и начать своё вторжение в королевство. Однако предводитель Дейи, король Финнеас Вилмар, на стал недооценивать мощь королевы Катерины. Чтобы получить могущественного полководца для своей армии, некроманты проникают в гробницу Николаса Грифонхарта и воскрешают его в виде очень могущественного лича. Неожиданно для них, воскрешённый лич Грифонхарт убивает короля Вилмара и подчиняет Дейю себе. Для подготовки похода на Эрафию Николас поднимает огромное количество мертвецов на пограничных землях, не привлекая внимания основных войск противника. Ещё одним шагом короля-лича было убийство своевольного рыцаря смерти по имени Мот, изъявившего желание сохранить свои земли под видом нейтралитета. После смерти Мота его войско переходит в руки Николаса. Под командованием короля Грифонхарта, знающего стратегию эрафийских воинов, армия нежити успешно захватывает большую часть территории Эрафии.
- «Хвала отцу» (англ. Song for the Father). После прихода к власти короля-лича Грифонхарта некроманты Дейи стали опасаться столь неуправляемого монстра, которого они создали. Планируя свергнуть Грифонхарта, они посылают к королеве Катерине некроманта Нимбуса с информацией, касающейся убийцы её отца. Для обеспечения безопасности посланника Катерина разбивает преграждавшие путь войска нежити, контролируемые их новым королём. Объединённые силы Эрафии, АвЛи, Бракады и некромантов-отступников вступают в решающий бой с войсками лича Грифонхарта и одерживают верх. Катерина пробирается в замок к воскрешённому отцу, ведя за собой его убийцу — рыцаря лорда Хаарта. Лорд Хаарт оказался предателем, связавшимся с некромантами Дейи, и отравил Николаса Грифонхарта по приказу короля Финнеаса Вилмара, который желал отомстить за изгнание некромантов из Эрафии. Дочь Николаса выдаёт Хаарта своему отцу, и лич Грифонхарт убивает его. Воспользовавшись заклинанием, Катерина разрушает связь души Николаса с останками лича, давая его душе возможность уйти в Рай. Династия Грифонхартов становится прервана из-за новой фамилии Катерины, Железный Кулак, а война за возрождение Эрафии заканчивается.
- «Семена недовольства» (англ. Seeds of Discontent). Дополнительная кампания, открывающаяся после завершения предыдущей кампании «Хвала отцу». После завершения войны за возрождение Эрафии сюжет обращает внимание на Спорные земли — территорию на границе Эрафии и АвЛи, население которой решило заявить о своей независимости от обоих королевств. В качестве символа восстания эльфы Спорных земель находят древний артефакт Грааль и привлекают на свою сторону некоторых людей. Мэр города Вельнин, Фарук, предлагает разместить у себя святилище для Грааля и построить из Вельнина столицу новоявленной державы. Однако, едва это происходит, объединённые силы Эрафии и АвЛи приходят в Спорные земли и резко пресекают восстание. Игроку предстоит построить капитолий и закрепить право своего народа на независимость.

## Редактор карт
К игре прилагается редактор карт, позволяющий создавать собственные карты, ничем не уступающие стандартным. В редакторе карт можно создавать карты заданного размера и наполнять их объектами и элементами ландшафта по желанию пользователя. Часть объектов могут быть случайными, то есть генерироваться при создании игры на этой карте. Так, например, для охраны какого-либо строения можно поставить случайного монстра 6-го уровня. Также возможно создание случайного города. Помимо этого, редактор карт позволяет задавать события, происходящие в определённое время (например, на 6-й день игры) или при посещении определённых объектов, таких как Ящик Пандоры или Хижина Провидца. Создатель сценария может заранее задать событие и на определённой клетке карты, которое активируется в игре при пересечении этой клетки героем. Такие события могут быть практически любыми: они могут отнимать или добавлять ресурсы или опыт, предлагать испытание и т. д. Управление событиями прибавляет гибкости процессу создания карт и позволяет иной раз искусственно усилить компьютерного соперника, искусственный интеллект которого может показаться недостаточно развитым.
При создании карты возможно разделить игроков по союзным командам, а также установить специальные условия победы и поражения. Можно отредактировать список доступных заклинаний, артефактов, героев и навыков, отменив ряд из них для данной карты. Это нередко делается в турнирных играх для того, чтобы при случайной генерации героев не дать кому-либо из игроков существенного преимущества над остальными. Нередко отменяют заклинания «Городской портал», «Дверь измерений» и «Полёт», поскольку они дают практически неограниченные возможности по перемещению, иной раз препятствующие запланированному выполнению заданий, и могут нарушить баланс турнирной игры. В редакторе карт доступна функция «Проверить карту», позволяющая определить, насколько корректна созданная карта. Операция не позволяет полностью устранить все ошибки, но докладывает о неопределённых или недоступных объектах.

## Выпуск игры
Heroes of Might and Magic III была впервые выпущена на PC компанией The 3DO Company 28 февраля 1999 года.
На территории России и стран СНГ официальным локализатором Heroes III является компания «Бука», издавшая русскую версию игры в упаковке jewel case 17 марта 1999 года под названием «Герои меча и магии III: Возрождение Эрафии» (изначально релиз был запланирован на 15 число). Общий российский проданный тираж составил около полумиллиона копий, что в пять раз превысило продажи «Петька и Василий Иванович спасают галактику». По заключённому соглашению The 3DO Company получала по 20 центов за проданный диск, столь низкие показатели были обусловлены решением приблизить цены легальных игр к пиратским, пользовавшимся в тогдашней России большей популярностью.

### Дополнения и издания
Компанией 3DO было выпущено два дополнения к Heroes of Might and Magic III. Первое дополнение, Armageddon’s Blade, появилось в том же 1999 году и, помимо новых кампаний и сценариев, включало в себя множество новых элементов игрового процесса, главным из которых был новый, 9-й тип города — Сопряжение. Второе дополнение The Shadow of Death последовало в 2000 году, принося в игру новые артефакты и объекты на карте, а также новые одиночные сценарии и семь кампаний, являющихся предысторией сюжета оригинальной Heroes of Might and Magic III. В 2000—2001 годах 3DO вдобавок выпустила серию дополнительных кампаний под названием Heroes Chronicles, развивающих сюжет Heroes III повествованием о бессмертном герое Тарнуме. На русском языке оба дополнения и кампании Heroes Chronicles были также изданы компанией «Бука».
В 2000 году вышло коллекционное издание Heroes of Might and Magic III Complete, в котором были совмещены все три версии игры — оригинальная и дополнения Armageddon’s Blade и The Shadow of Death. В России это издание было выпущено компанией «Бука» 17 апреля 2003 года на трёх компакт-дисках под названием «Герои меча и магии. Платиновая серия», и помимо заново переведённой Heroes of Might and Magic III Complete включало в себя игры Heroes of Might and Magic I и Heroes of Might and Magic II. 20 августа 2009 года сборник был переиздан «Букой» на одном DVD под названием «Герои меча и магии. Начало».

### Другие платформы
Всё вышесказанное имеет отношение к платформе Windows, основной для Heroes of Might and Magic III.
Первая версия игры — The Restoration of Erathia — была также портирована для операционных систем Linux и Mac OS. Версия на Linux появилась 20 декабря 1999 года; переносом игры на эту операционную систему занималась сторонняя компания Loki Software. Порт для операционной системы Mac OS был выпущен 21 декабря 1999 года. Дополнения Armageddon’s Blade и The Shadow of Death не выпускались отдельно, однако в 2000 году для Mac OS была издана портированная версия сборника Heroes of Might and Magic III Complete.

### Might & Magic Heroes III HD Edition

Might & Magic Heroes III HD Edition

12 сентября 2014 года компания Ubisoft, которой принадлежат права на серию Heroes of Might and Magic, решила выпустить HD-версию Heroes of Might and Magic III в честь 15-летия игры, с высоким разрешением и улучшенной графикой.
Переиздание, названное Might & Magic Heroes III HD Edition, вышло 29 января 2015 года на Windows и планшетах с платформами iOS и Android. Игра доступна для покупки через сервисы цифровой дистрибуции Steam и Uplay. В HD издание не вошли оба дополнения оригинальной игры, поскольку с исходными кодами Armageddon’s Blade и The Shadow of Death возникли проблемы при пересмотре материалов New World Computing. По словам Джона Морриса, участвовавшего в портировании Heroes III на MacOS, у него остался исходный код дополнений, и в 2019 году он передал все связанные материалы Ubisoft, однако реакции от правообладателя не последовало.
Ключевые особенности HD-издания:
- Улучшенная графика с перерисованными спрайтами.
- Поддержка экранов высокого разрешения (оригинальная игра вышла в разрешении 800×600).
- Совместимость со Steamworks для многопользовательской игры.
- Поддержка планшетных ПК на платформах iOS и Android.

## Отзывы и критика
| Сводный рейтинг       | Сводный рейтинг                               |
| Агрегатор             | Оценка                                        |
| --------------------- | --------------------------------------------- |
| GameRankings          | 86,74 %                                       |
| Иноязычные издания    |                                               |
| Издание               | Оценка                                        |
| GameRevolution        | B+                                            |
| GameSpot              | 9,1/10                                        |
| IGN                   | 9/10                                          |
| Русскоязычные издания |                                               |
| Издание               | Оценка                                        |
| Absolute Games        | 90 %                                          |
| «Игромания»           | 10/10 (1999) 9,5/10 (2010)                    |
| «Страна игр»          | 9/10                                          |
| Награды               |                                               |
| Издание               | Награда                                       |
| Game.EXE              | Многопользовательская игра 1999 года, 3 место |

| Сводный рейтинг       | Сводный рейтинг |
| Агрегатор             | Оценка          |
| --------------------- | --------------- |
| Metacritic            | 66/100          |
| Иноязычные издания    |                 |
| Издание               | Оценка          |
| GameSpot              | 6/10            |
| GameZone              | 7,5/10          |
| PC Gamer (US)         | 71/100          |
| Русскоязычные издания |                 |
| Издание               | Оценка          |
| 3DNews                | 6/10            |
| Absolute Games        | 50 %            |
| PlayGround.ru         | 7/10            |
| «Игромания»           | 4,5/10          |

Выпущенная в 1999 году, игра Heroes of Might and Magic III признаётся одной из лучших пошаговых стратегий и одной из самых популярных игр в серии Heroes of Might and Magic.
На одном из старейших российских игровых сайтов Absolute Games Heroes of Might and Magic III заработала оценку 90 % и вошла в «Золотой пантеон» сайта, куда входят лучшие игры по мнению его рецензентов (такой же рейтинг получило последующее дополнение Heroes of Might and Magic III: Armageddon’s Blade). По рейтингу, основанному на мнении читателей Absolute Games, игра неоднократно завоевала высокие места на конкурсах лучших игр 1999 и 2000 года:
- «Лучшая стратегия 1999 года» — 1-е место[44];
- «Лучшая стратегическая игра XX века» — 1-е место[45];
- «Лучшая игра XX века» — 8-е место[46].

Летом 2018 года, благодаря уязвимости в защите Steam Web API, стало известно, что точное количество пользователей сервиса Steam, которые играли в Heroes of Might & Magic III - HD Edition хотя бы один раз, составляет 591 573 человека.

## Неофициальные модификации
HoMM 3 HD — неофициальная модификация Heroes of Might and Magic III, которая улучшает интерфейс игры и даёт возможность запускать игру в графических разрешениях, отличных от оригинального разрешения 800×600, а также позволяет игрокам использовать лобби для многопользовательской игры. Совместима как с последним официальным дополнением Heroes of Might and Magic III: The Shadow of Death, так и с некоторыми неофициальными дополнениями; в частности, поддерживается полная совместимость с дополнением Heroes of Might and Magic III: Horn of the Abyss.
Heroes of Might and Magic III: Horn of the Abyss — некоммерческое дополнение разрабатываемое с 2008 года по принципу подобия официальным дополнениям Armageddon’s Blade и The Shadow of Death. Вносит новые элементы в игровой процесс Heroes III, и исправляет баги, но при этом не меняет радикально механику игры.
Heroes of Might and Magic 3½: In the Wake of Gods — одна из первых модификаций к Heroes of Might and Magic III. Вносит в игру множество изменений (большинство из них опциональны и могут быть отключены по желанию игрока). Основной составляющей In the Wake of Gods является скриптовый язык под названием Event Related Model (ERM), позволяющий самостоятельно вносить в игру пользовательский контент и расширяющий функционал создания карт. Разработка была прекращена на версии 3.58, но в дальнейшем на базе модификации была создана платформа ERA, являющаяся основой для многих модов (например, Sucession Wars - глобальный мод, заменяющий всю графику игры под стилистику Heroes II).
VCMI — фанатский проект по созданию кроссплатформенного движка Heroes III с нуля на принципах открытого кода под лицензией GNU GPL 2.0 (или более поздней). Среди целей также заявлено воссоздание функционала In the Wake of Gods и некоторых возможностей HoMM 3 HD.

## Наследие
В 2023 году Грегори Фултон, главный дизайнер Heroes III и Armageddon’s Blade, анонсировал проект Fanstratics (от англ. Fantasy + Strategy + Tactics) и позиционировал его как духовного наследника Heroes III.

### Комментарии
1. ↑  В статье использованы русские названия и термины в соответствии c официальной локализованной версией дополнения Heroes of Might and Magic III: The Shadow of Death от компании «Бука».